# Karl Allgöwer
Karl Allgöwer est un footballeur allemand né le 5 janvier 1957 à Geislingen an der Steige. Il évoluait au poste de milieu de terrain.

## Carrière
- 1977-1980 : Stuttgarter Kickers  Allemagne
- 1980-1991 : VfB Stuttgart  Allemagne[1]

## Palmarès
- 10 sélections et 0 but en équipe d'Allemagne entre 1980 et 1986
- Finaliste de la Coupe du monde 1986 avec l'Allemagne
- Champion d'Allemagne en 1984 avec le VfB Stuttgart
- Finaliste de la Coupe UEFA en 1989 avec le VfB Stuttgart
- Finaliste de la Coupe d'Allemagne en 1986 avec le VfB Stuttgart